# Italiano de Suiza

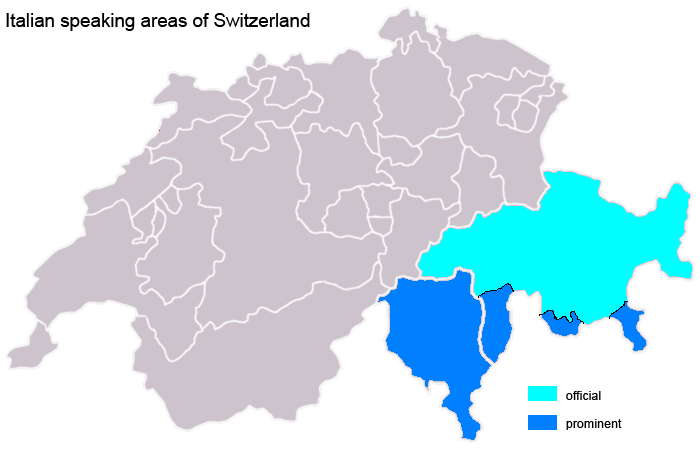
Mapa de las áreas italófonas de Suiza, de azul están pintadas las áreas en la que el italiano es la lengua principal, y en celeste se indican las áreas en las cuales es oficial, no obstante no es la lengua materna de la población.

Distribución lingüística en los Grisones

El término italiano de Suiza es el nombre dado al idioma usado para la comunicación oficial y en la escritura en el cantón suizo del Tesino y en la parte meridional de los Grisones, que posee ciertas diferencias con el italiano estándar.

## Estatus oficial
A pesar de que en Suiza el italiano es una lengua oficial a nivel federal, y la tercera más hablada en la Confederación, después del alemán y el francés, la constitución suiza le permite a los cantones elegir su propio idioma oficial, y el italiano goza de este reconocimiento solo en el Tesino y los Grisones.

## Población y distribución
Aproximadamente 840.000 suizos, el 10 % de los ciudadanos, hablan italiano o una variación de él. Sin embargo, el 15,4 % de la población lo habla a diario, es decir, más de 1.300.000 personas. Esta lengua es la principal en todo el cantón del Tesino, pero solo es hablado en unas pocas áreas de los Grisones (cerca del 20 % de los habitantes de este cantón hablan italiano), principalmente en los valles de Mesocco, Bregaglia y Poschiavo. Estas áreas conforman en conjunto lo que se conoce como Suiza italiana (o bien Svizzera Italiana).

## Dialectos y variaciones
Históricamente las poblaciones romances de Italia hablaron lenguas retorromances y galoitálicas. De hecho la presencia del italiano de Suiza basado en el italiano estándar es reciente, ya que históricamente los antepasados de los actuales hablantes de italiano usaban varieades de lombardo occidental (lumbaart).
Los dialectos occidentales del idioma lombardo predominan a menudo entre las generaciones más viejas y en las áreas rurales, y en varias partes tanto de Ticino como de la región de Lombardia donde no haya un estigma social asociado a ellos. El ticinés es uno de los dialectos más importantes de estos.

## Uso
El italiano es usado por el gobierno en los cantones mencionados. La Radiotelevisione svizzera di lingua italiana es la principal emisora pública en lengua italiana del país. La Universidad de Lugano (o Università della Svizzera Italiana) es el centro de educación superior más importante de la Suiza italiana.

## Influencias

### Influencia del francés y el alemán
Una de las mayores diferencias entre el italiano estándar de Italia y el de Suiza está relacionada con la fuerte influencia que los idiomas propios de los cantones no italófonos han ejercido sobre el italiano de Suiza. Este es el caso de la palabra medicamento, que también existe en el italiano de Italia, pero que ahora está casi en desuso, generalmente sustituida por medicina o medicinale. En la Suiza italiana, sin embargo, el término se ha conservado gracias a la presencia de palabras similares en los otros idiomas nacionales.
El fenómeno más llamativo del italiano de Suiza es, sin duda, la gran cantidad de préstamos del francés o alemán.
- De la influencia del francés y el alemán se deriva, por ejemplo, el uso del sufijo -zione incluso cuando no se utiliza en el italiano estándar (p.ej: isolazione en lugar de isolamento para hacer referencia al aislamiento térmico).
- Por la influencia francesa es el género femenino de meteo (del francés la méteo, mientras que en Italia se utiliza el masculino).
- Del alemán provienen, por ejemplo, los términos rolladen ("persianas") o chifer ("cruasán").

Dentro del fenómeno del préstamo lingüístico, desempeña un papel fundamental el calco:
- Se habla de calco semántico cuando la palabra ya estaba presente en el idioma de destino, pero con otro significado: por ejemplo, azione (literalmente "acción") con el significado de "oferta especial". La siguiente tabla muestra algunos ejemplos de calcos semánticos.

| Expresión en el italiano estándar de Italia  | Variante o término usado en Suiza | Probable término de origen        | Traducción                        |
| -------------------------------------------- | --------------------------------- | --------------------------------- | --------------------------------- |
| offerta speciale                             | azione                            | action (fr.); Aktion (al.)        | oferta                            |
| cornetto                                     | chifer                            | Gipfel (al.)                      | cruasán                           |
| tapparelle                                   | rolladen                          | Rolladen (al.)                    | persianas                         |
| medicinale, farmaco                          | medicamento                       | médicament (fr.)                  | medicamento, medicina             |
| prenotare                                    | riservare                         | réserver (fr.)                    | reservar                          |
| ordinare                                     | comandare                         | commander (fr.)                   | pedir (en un restaurante, bar)    |
| istruttore                                   | monitore                          | moniteur (fr.)                    | instructor, monitor               |
| resto                                        | ritorno                           | retour (fr.)                      | cambio, vuelta (de dinero)        |
| sconto                                       | ribasso                           | Rabatt (al.)                      | rebaja, descuento                 |
| autovelox                                    | radar                             | radar                             | radar                             |
| retrocessione                                | relegazione                       | relégation (fr.)                  | descenso (de un equipo deportivo) |
| laureato/a in economia                       | licenziato/a in economia          | Lizenziat (al.), licencié (fr.)   | licenciado/a en economía          |
| bollino                                      | vignetta                          | vignette (fr.)                    | viñeta (pegatina en un automóvil) |
| patente di guida                             | licenza di condurre               | permis de conduire (fr.)          | carnet de conducir                |
| guardrail, guardavia, sicurvia, guardastrada | guidovia                          | guiderail (ingl.)[cita requerida] | guardarraíl, barrera de seguridad |

- Por otro lado, el calco estructural toma estructuras completas del idioma extranjero. El italiano de Suiza presenta numerosos calcos estructurales del francés, por ejemplo en las expresiones Chiudere la porta p. f. o Grazie per non fumare, raras en Italia. En el primer caso, p.f. es una abreviatura usada en la lengua escrita para reemplazar la expresión per favore (el francés utiliza de forma análoga la abreviatura SVP para indicar s'il vous plaît); en el segundo, la frase viene del francés merci de ne pas fumer.

### Influencia dialectal
Al igual que habitualmente sucede en Italia, también hay diferencias debidas a la influencia de las variedades dialectales propias de la zona, sobre todo en el lenguaje coloquial. Por ejemplo, al igual que en el norte de Italia, la negación en los dialectos locales es post-verbal, debido a la influencia galoitálica del idioma lombardo. Así, se omite la partícula non en frases como:
- Questo è mica vero ("esto no es verdad", en italiano estándar Questo non è mica vero).

Estos fenómenos se limitan al registro lingüístico más bajo, es decir, a las situaciones de interacción menos formales y más cercanas al dialecto. Lo mismo ocurre con algunos casos de simplificación sintáctica del enunciado, infrecuente en el centro y sur de Italia:
- Non l'ho bisogno en lugar del estándar Non ne ho bisogno ("no lo necesito", por influencia del dialectal Ga lu mia bisogn)

La influencia del dialecto puede dar lugar a malentendidos, ya que puede suceder que un mismo término tenga un significado diferente en cada país. Por ejemplo, mientras que en Italia se utiliza el término cocomero para referirse a la sandía, en la Suiza italiana esta palabra significa pepino. Este fenómeno también se da, aunque con menor frecuencia, en las lenguas del norte de Italia.

### Influencia de las instituciones públicas
La pertenencia a diferentes estados puede justificar algunas diferencias entre el italiano de Italia y el de Suiza, especialmente en el campo del vocabulario.
Por ejemplo, es posible que en Italia un determinado concepto no exista o sea relativamente desconocido: este es el caso del Consejo de los Estados, la cámara federal del Parlamento suizo donde están representados los distintos cantones. Esta institución no existe en un estado tradicionalmente centralista como el italiano. En otras ocasiones, se utilizan palabras diferentes para denominar un mismo concepto: por ejemplo, el servicio de autocares de larga distancia en Suiza es ofrecido en buena parte por la empresa nacional de correos (en italiano La Posta), que utiliza un término específico (autopostale). Por tanto, será posible que se diga:
- Ho preso l'autopostale / la posta / il postale per andare a Lugano ("he tomado el autocar para ir a Lugano")

Del mismo modo, en Suiza algunos servicios tienen un nombre particular y diferente al de Italia, a menudo derivado de la marca comercial del producto o servicio. Es el caso del término Natel, acrónimo del alemán Nationales Autotelefonnetz, utilizado en todo el país para referirse al teléfono móvil e incomprensible tanto en Italia como en Francia y Alemania.
En Italia, el código postal se denomina codice di avviamento postale (CAP, literalmente "código de expedición postal"), mientras que en Suiza, al igual que en los otros idiomas nacionales, se llama Numero postale di avviamento (NPA, en francés Numéro postal d'acheminement; en alemán Postleitzahl).